# Récits d'un pèlerin russe

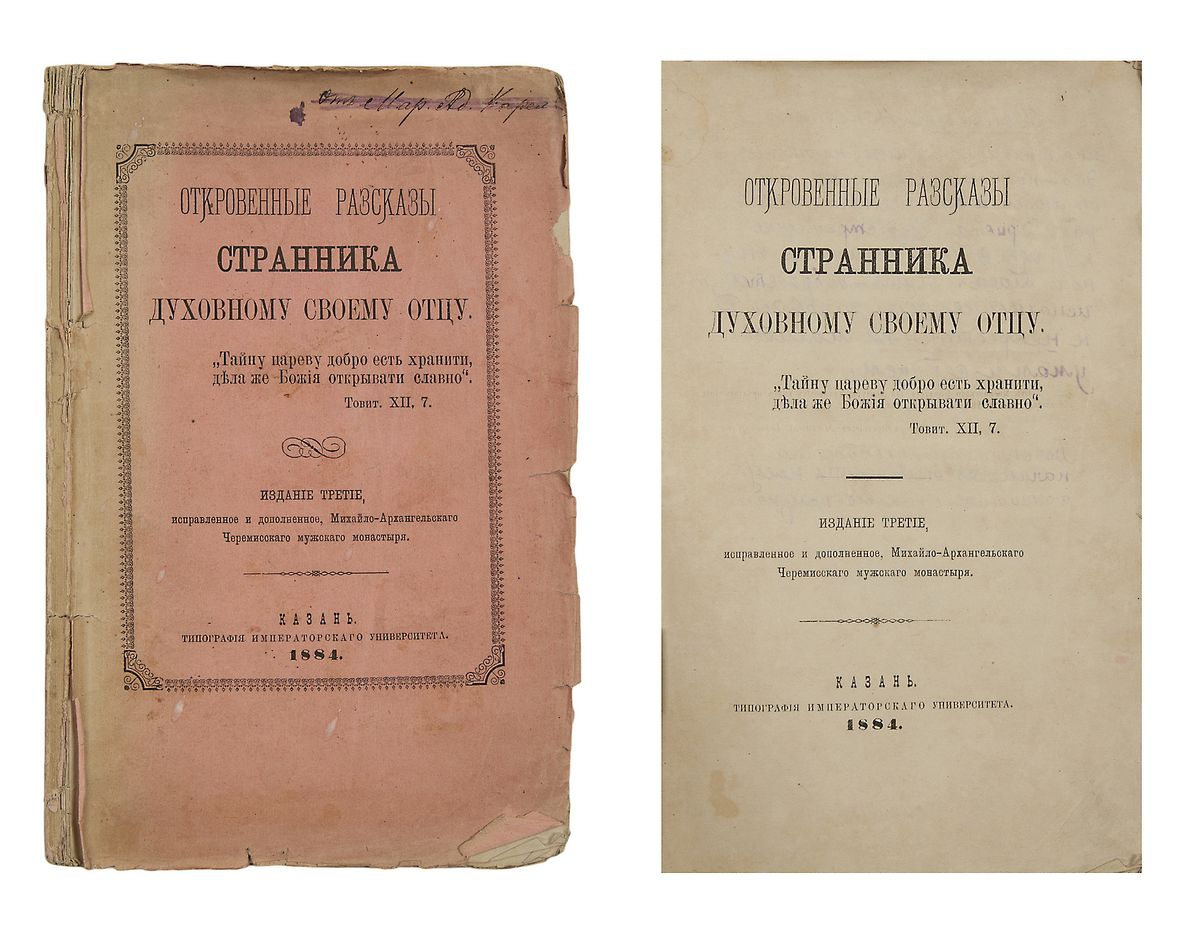
Édition de 1884.

Le livre Récits d'un pèlerin à la recherche de la prière plus connu sous le titre Récits d'un pèlerin russe est le titre en français d'un ouvrage russe de la fin du XIXe siècle, écrit par un auteur anonyme, considéré comme l'un des chefs-d’œuvre spirituels de l'orthodoxie russe.
Cet ouvrage publié plusieurs fois à partir de 1880, dans des versions légèrement différentes, a été largement diffusé en Europe et traduit dans de multiples langues. Il est régulièrement réédité jusqu'à nos jours, chez de nombreux éditeurs. Jusqu'à la fin du XXe siècle, il n'y a pas eu d'étude critique ou de recherche du manuscrit original (et de son auteur). À partir de 1970, plusieurs chercheurs ont commencé à étudier l’œuvre et ses différentes versions. Ces études ont permis de retrouver un enchaînement des éditions, et certains liens de dépendance des versions, sans pour autant donner toutes les réponses sur les multiples éditions (et versions) de l'ouvrage.
Les dernières études ont montré que l'original de l’œuvre remonterait au milieu du XIXe siècle, et serait (d'après un témoignage) l’œuvre de l'archimandrite Michel Kozlov. Le chercheur Alexis Pentkovski estime ainsi avoir retrouvé l'auteur, ainsi que le texte original du Récits d'un pèlerin russe (version rééditée en 2013).
Cet ouvrage de spiritualité, considéré comme un « fleurons de la littérature russe orthodoxe populaire », a diffusé la spiritualité orthodoxe russe, et plus particulièrement la prière du cœur.

## Historique de l’œuvre et de ses publications

### Premières éditions publiques
Les premières éditions (largement) diffusées de l’œuvre datent de 1881, 1882 et 1884. Ces trois éditions sont issues de sources plus anciennes très peu diffusées. L'historique des versions antérieures à ces trois éditions, ainsi que leurs sources précises, sont complexes à établir (voir le chapitre suivant). En 1881, une première édition est effectuée par le supérieur du monastère Saint-Michel-Archange Tchérémisse sous le titre Récit sincère d'un pèlerin à son père spirituel. L'année suivante, le monastère Saint-Panteleimon du mont Athos publie un abrégé de ce même récit sous le titre Récit édifiant sur les bienfaits de la prière de Jésus. En 1884, le monastère Saint-Michel-Archange réédite sa publication (Récit sincère d'un pèlerin à son père spirituel) dans un nouvel ouvrage « corrigé et complété ». Ces trois publications vont servir de base à toutes les rééditions et traductions successives du « Récit d'un pèlerin inconnu » qui connaitra une grande diffusion tant en Russie qu'en Europe et dans le monde, devenant « l'une des principales sources de diffusion et d'étude de la spiritualité russe ».
Durant des années, les éditeurs publient et rééditent ce récit sans chercher à retrouver le document original ou rechercher l'auteur de l'ouvrage. Ce n'est qu'à partir des années 1970 qu'une série d'études et d'enquêtes sont réalisées pour retrouver l'écrit original et son auteur.

### Origine du livre
Selon le spécialiste Antoine Arjakovsky, l'original en russe, ou une copie, fut longtemps présent au monastère du mont Athos en Grèce au XIXe siècle, et il fut publié pour la première fois à Kazan en 1865, sous le titre russe de Récit candide d'un pèlerin à son père spirituel (Откровенные рассказы странника духовному своему отцу). Il n'est publié ensuite à Paris qu'en 1930.
Selon Alexis Pentkovski, une des sources du « Récit d'un pèlerin » serait un écrit rédigé vers 1850 sous le titre « Souvenir de la vie de prière du starets Vassilisk, moine et ermite des forêts de Sibérie ». Selon ce chercheur, ce document (peu diffusé) aurait servi de matière de base pour la rédaction des autres récits (dont ceux de Kazan). Mais pour ce chercheur, la comparaison des différents textes (publiés ou non) de 1850 à 1884 ne permet pas de savoir clairement quelles sont les influences et les liens de dépendance d'un texte à l'autre, « la dépendance d'un texte à l'autre n'étant pas déterminée en fonction de simples ajouts mécaniques ».
Le nom de l'auteur du texte (original) est resté longtemps inconnu. L'attribution de ce texte (la version originale) à l'archimandrite Michel Kozlov est faite sur la base du témoignage de l'évêque d'Irkoutsk Veniamine,. D'autres chercheurs, après la découverte d'un « manuscrit complet » dans la bibliothèque de Moscou, ont attribué l’œuvre à Arseni Troepolsky, « moine itinérant d'origine ukrainienne ».
Alexis Pentkovski, note dans son étude de l’œuvre que le récit du pèlerin russe, partant sur le chemin de Jérusalem, et cherchant à progresser dans la prière s'inscrit dans une tradition déjà ancienne de récit de ce style (et de pèlerinages). Il rappelle la « Marche vers la Terre Sainte » de l'higoumène Daniel au XIIe siècle, celle du paysan et mystique Jacob Lanchakov (faisant l'objet d'une publication en 1853). Il cite également la publication de 1855 « Légendes sur les pérégrinations et les voyages en Russie, en Moldavie, en Turquie et en Terre Sainte », ou celle du moine Parthénius sur ses pérégrinations (sur ces mêmes terres russes). Pour lui, ce récit s'appuie, et s'établit sur une traditions russe ancienne, et toujours vivace au XIXe siècle.

### Autres publications et versions
En 1911, l'évêque Nikon de la Nativité publie une nouvelle édition de l'ouvrage « corrigée et complétée ». Si la source de sa publication est inconnue, certains chercheurs estiment que l'original viendrait du monastère d'Optina.
En 1930, puis 1933, de nouvelles rééditions du texte sont réalisées, avec des modifications et corrections (jusqu'à 200 modifications dans le texte). Puis à nouveau, le texte est republié en 1948, 1989 et 1991, mais ces textes réédités ne sont jamais comparés au texte original : il n'y a pas (encore) de recherche critique de l'édition originale. Ce n'est qu'au début du XXIe siècle, après les recherches d'Alexis Pentkovski sur les origines du texte, qu'une édition a lieu à partir du « vrai texte daté de 1859 ».
Certains estiment que les « modifications et corrections » effectuées sur les publications du texte, d'une édition à l'autre avaient pour but « d'expurger les critiques du clergé », d'ajouter des références bibliques au texte, ou simplement d'apporter une approche plus didactique à l'ouvrage.
En 1976, les éditions de Bellefontaine publient trois autres récits en livre de poche. Ces trois récits « supplémentaires », proviennent du starets Ambroise d’Optino, ils ont une forme « plus nettement didactique que les précédents ».

## Influence de l’œuvre
Le livre des Récits d’un pèlerin russe, est un des « fleurons de la littérature russe orthodoxe populaire », édité sous la plume d’un auteur « anonyme ». À travers « les aventures et la vie spirituelle d’un paysan russe du XIXe siècle en quête de Dieu », le récit fait découvrir au lecteur la campagne russe du milieu du XIXe siècle, ainsi que la philocalie du cœur. Ce texte est considéré comme « un grand classique de la spiritualité russe orthodoxe ». Jean-Claude Larchet estime que contrairement à ce qu'une première lecture « naïve » pourrait laisser penser, « il ne s’agit pas du récit naïf d’un pèlerin inculte et de condition modeste, mais bien d’un ouvrage de spiritualité fabriqué par un moine cultivé et pédagogue, très conscient de sa démarche et des buts qu’il poursuit ». D'après Antoine Arjakovsky, historien orthodoxe, les Récits expliquent la prière du cœur (hésychasme) et « vont [la] populariser dans toute l'orthodoxie ».
Selon Alexis Pentkovski, plusieurs textes sont apparus sur le même thème et dans un style semblable au Récit d'un pèlerin russe. Il cite par exemple Sermon sincère d'un anachorète du désert à son starets et précepteur de la prière intérieure (RGB, ph. 214, no 715). Mais le chercheur précise que l'influence de cet ouvrage (et de ses rédactions ultérieures), « ne peut être évaluée pleinement » car « la partie manuscrite de cette foisonnante littérature n'est presque pas étudiée, et que pour les éditions imprimées il n'existe même pas de catalogue préliminaire ».
A. Pentkovski rapporte que cette publication n'est pas uniquement connue dans le monde de « l'Église », car elle est également citée dans des livres ou des thèses de doctorat (dès le début du XXe siècle).
Depuis un siècle, l'ouvrage est présent chez de nombreux éditeurs, et régulièrement réédité en plusieurs langues.

### Franny et Zooey
Les Récits sont au cœur de Franny and Zooey de J.D. Salinger, publié en 1961. Franny, une jeune étudiante, est fascinée par les Récits d'un pèlerin russe, décrivant l'ouvrage comme une façon de « voir Dieu », et expliquant que la "Prière du cœur" est semblable aux techniques utilisées dans l'hindouisme et le bouddhisme. Franny and Zooey devint un best-seller international qui contribua à répandre la popularité des Récits hors des traditions orthodoxes.

## Résumé de l’œuvre

### Le récit du pèlerin

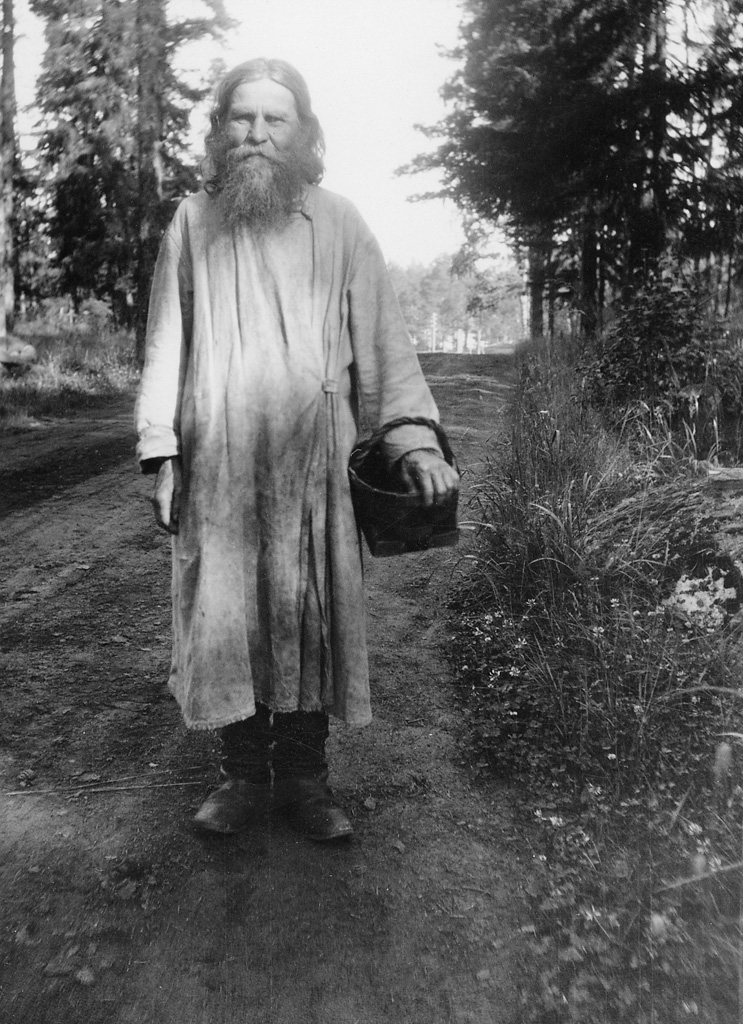
Photo d'un moine orthodoxe en Russie en 1930.

L’œuvre décrit le pèlerinage d'un mendiant russe à travers le pays tout en pratiquant la prière du cœur. D'après Jean-Claude Larchet, « il ne s’agit pas du récit naïf d’un pèlerin inculte, mais bien d’un ouvrage de spiritualité fabriqué par un moine cultivé et pédagogue » souhaitant enseigner les vertus de la pratique de la prière intérieure et de la communion avec Dieu.
Premier chapitre
Le voyage intérieur du Pèlerin débute lorsqu'il est frappé par l'injonction de Saint Paul dans l'épître aux Thessaloniciens (1Th 5,17) : « Priez sans cesse ». Il se rend dans les églises et les monastères pour comprendre comment prier sans cesse. Ses voyages le conduisent auprès d'un starets (un père spirituel) qui lui enseigne la prière du cœur — « Seigneur Jésus-Christ, fils de Dieu, prends pitié de moi » — et lui donne des conseils pratiques sur la façon de réciter continuellement cette prière, comme une sorte de mantra. Le pèlerin part alors sur les chemins, en suivant les conseils de son maître spirituel.
Le chapitre se termine sur une date : le 6 novembre 1859 (comme une lettre ou un journal de bord).
Second rendez-vous
Le récit est daté du 13 décembre 1859.
Le pèlerin poursuit sa route en Sibérie en direction d'Irkoutsk, mais attaqué par des brigands il est dépouillé de ses livres (la bible et la philocalie). Aidé par un soldat, il retrouve ses livres et poursuit sa route. Chemin faisant, il témoigne et enseigne à diverses personnes sur la « prière du cœur ». Venant en aide à quelques personnes malades, certains habitants lui attribuent des miracles (à la suite de guérisons). Après quelques jours, il quitte leur compagnie « de peur de tomber dans l'orgueil ». Enfin arrivé à Irkoutsk, but de son voyage, son hôte l'invite à poursuivre jusqu'à Jérusalem.
Troisième rendez-vous
Ce très court chapitre est daté du 20 décembre 1859. Dans ce passage, le pèlerin raconte sa vie depuis son enfance et tout son pèlerinage accompli jusqu'à sa rencontre avec son hôte (à Irkoutsk).
Quatrième rendez-vous
Le pèlerin reprend sa route et va croiser une famille aisée, faisant de nombreux actes de charité pour les populations les plus pauvres. Il est accueilli par celles-ci et engage plusieurs échanges spirituels. Le pèlerin reprend sa route et poursuit ses rencontres et ses échanges spirituels avec différentes personnes lui donnant plusieurs fois des témoignages de récits « édifiants ». Le récit s'arrête sans que la localisation exacte du pèlerin soit définie. La seule information est qu'il est en route pour Odessa où il doit embarquer pour Jérusalem.
Le récit se termine par la date 23 décembre 1859, comme une lettre d'un auteur anonyme.

### Composition de l'édition
Cette édition de 2013 compile deux documents : le récit du pèlerin à proprement parler, ainsi qu'un long article d'Alexis Pentkovski, publié en 1992 sur l'histoire du texte. Ces deux textes étant traduits par Mme Crespel-Houlon. L'édition de 195 pages est structurée ainsi :
- un bref « Avertissement de l'éditeur »[6],
- le récit lui-même, composé de 4 chapitres[17],[N 7].
- un long article d'Alexis Pentkovski publié en russe dans la revue Simvol en 1992 (l'article est traduit en français), qui relate l'histoire du texte, ses origines, et les modifications subies lors des publications successives[18].
- un chapitre regroupant les notes de l'ouvrage, soit 123 notes[19] permettant d'expliquer des termes religieux de l’orthodoxie cités dans le récit (ou l'article), donner des références bibliques, ou une courte biographie des saints et pères de l'Église évoqués dans l'ouvrage.
- une bibliographie sur trois pages.